# Spinulogammarus ochotensis
Spinulogammarus ochotensis is een vlokreeftensoort uit de familie van de Anisogammaridae. De wetenschappelijke naam van de soort is voor het eerst geldig gepubliceerd in 1851 door Brandt.